# Svante Henryson
Svante Jon Henryson, född 22 oktober 1963 i Stockholm, är en svensk kompositör och musiker (cellist, kontrabasist och elbasist) och verksam inom både jazz, klassiskt och hårdrock. Han är gift med Katarina Henryson.
Henryson växte upp i Umeå och började spela elbas i ett rockband vid 12 års ålder. När han var 14 år gjorde han sin första spelning på Jazzklubben i Umeå som kontrabasist. Därefter studerade han kontrabas och komposition vid Ingesunds musikhögskola och Musikaliska Akademien i Prag. Som tonåring blev han medlem i Oslo Filharmoniske Orkester och efter solodebuten blev han orkesterns solokontrabasist. Därefter flyttade han till Miami och turnerade tillsammans med Yngwie Malmsteen under sent 1980- och tidigt 1990-tal. Han har även turnerat med Elvis Costello, Jon Balke och Anne Sofie von Otter. 
Ledamot av Kungliga Musikaliska Akademien sedan 2016. 
Svante Henryson är son till professor Sten Henrysson.

## Priser och utmärkelser
- 2010 – Musikförläggarnas pris för Sonat för soloviolin i kategorin "Årets konstmusikpris – mindre ensemble/kammarmusik"[1]
- 2014 – Jazzkatten som ”Årets jazzmusiker”[2]
- 2015 – Nordiska rådets musikpris[3]
- 2016 – Ledamot av Kungliga Musikaliska Akademien[4]

## Verk (urval)

### Orkesterverk
- 2007 – Elbaskonsert, ett specialskrivet verk för Symfoniorkestern vid NorrlandsOperan
- 2014 – Vidderna inom mig, komponerat till texter på nordsamiska ur diktsamlingen Lávlo visar biellocizaš (Sjung kvittra Blåhake) av den samiske multikonstnären Nils-Aslak Valkeapää. Uruppfördes vid Riddu-Riddu-festvalen i Nordnorge 2011, svenskt uruppförande 23 maj 2014 i Tegskyrkan, Umeå.[5]
- 2018 – Heliga Birgittas leende, med musik av och med Henryson och skådespelaren Hans-Ola Stenlund samt ljusprojektioner av Micke Tannemyr uppfördes i Studion, Umeå Folkets hus 6 oktober 2018, efter att ha uruppförts i italienska Celleno. [6]

### Filmmusik
- 1997 – Chock 1: Dödsängeln (TV)
- 1997 – Chock 2: Kött (TV)
- 1997 – Chock 4: Liftarflickan (TV)
- 1997 – Chock 6: Det ringer (TV)
- 1997 – Chock 7: I nöd och lust (TV)

## Diskografi
- 1999 – Enkidu
- 2000 – 21st Century Swedish Composers: 3 New Concertos. Songs from the Milky Way
- 2004 – Krister Jonsson Trio + Svante Henryson: Waiting for Atonesjka
- 2011 – Ketil Bjørnstad / Svante Henryson: Night Song
- 2012 – Anders Wihk, Steve Gadd, Svante Henryson: Same Tree Different Fruit
- 2015 – Katarina Henryson & Svante Henryson: High, Low or In Between
- 2015 – Svante Henryson, Mats Bergström, Magnus Persson: Music for Trio
- 2016 – Trygve Seim, Tora Augestad, Frode Haltli: Rumi Songs
- 2016 – Cecilia Zilliacus, Lena Willemark – Bach*, Svante Henrysson* – Sandström*: Dansa
- 2017 – Yasmin Rowe – Yelian He – Mendelssohn – Liszt – Henryson – Kapustin & Piazzolla: Music for Cello & Piano
- 2019 – Weissglas, Henryson, Backenroth, Ekberg: Seven Songs from the 70s
- 2019 – Svante Henryson, Anna Christensson, Ivonne Fuchs: Frånvarons Speglar / Mirrors of Absence

### Webbkällor
- Svante Henryson på Internet Movie Database (engelska)